# 政治分析
《政治分析》（Political Analysis）是一份1948年起发行的同行评审学术期刊，由剑桥大学出版社为政治学方法学会出版。该期刊每年出版4次，主要发表讨论政治学研究方法（尤其是量化研究）的论文。据2016年发布的期刊引证报告指，《政治分析》的影响因子为3.361，在165份政治科学类的期刊排名第5位。

## 资料来源
1. ↑  . . Web of Science Social Sciences. Thomson Reuters. 2017.

## 外部连结
- 官方网站